# エレーナ・コンダコワ

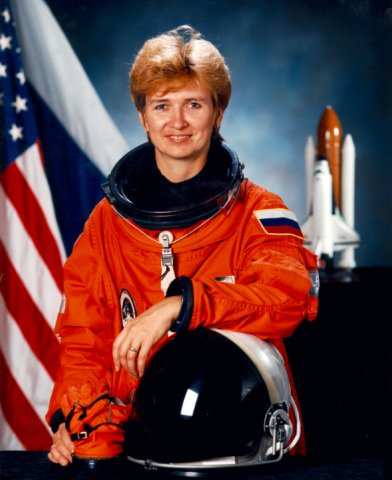
エレーナ・コンダコワ

エレーナ・コンダコワ（Yelena Vladimirovna Kondakova、ロシア語:Елена Владимировна Кондакова、1957年3月30日-）は、ソビエト連邦およびロシアの3人目の女性宇宙飛行士であり、長期間の宇宙飛行を行った初の女性である。
コンダコワはモスクワ州ムィティシで生まれ、1989年に宇宙飛行士に選ばれた。
初めて宇宙へ行ったのは、1994年10月4日のソユーズTM-20であり、ミールに5ヶ月間滞在して、1995年3月22日に地球に帰還した。2度目の飛行は1997年5月、STS-84でアメリカ合衆国のスペースシャトル・アトランティスにミッションスペシャリストとして搭乗した。
1999年まで、彼女はロシア下院ドゥーマの代議士であった。